# Ilomilo (песня)
«Ilomilo» (стилизовано под строчные буквы) — песня американской певицы Билли Айлиш с дебютного студийного альбома When We All Fall Asleep, Where Do We Go?. Она была написана Айлиш и её братом Финниасом О’Коннеллом, который также продюсировал эту песню. Песня достигла высшей позиции под номером 62 в американском чарте Billboard Hot 100 и попала в топ-100 сразу в нескольких странах. Она также была сертифицирована золотой в Австралии, Канаде и США.

## Предыстория
Эта песня о человеке, потерявшем того, кого он любит, и пытающемся найти его снова. Основываясь на одноименной игре, Айлиш утверждает: «раньше я много играла в ilomilo. Я любила ilomilo, это была моя самая любимая игра в мире. Это такая игра, где есть эти два маленьких существа — одного зовут Ило, а другого — Майло. Это своего рода антигравитационный мир, где есть все эти маленькие блоки, и они начинают отдельно друг от друга. Идея в том, что вы просто пробираетесь друг к другу, и когда они подходят друг к другу, они просто обнимаются и никакого приза нет».

## Отзывы
Либби Торрес назвала песню «запоминающейся песней среднего темпа с безумно близкими текстами». Circa The Future назвали её «недооцененной песней» и что «её тонкий вокал сияет в этой потрясающей песне».

## Коммерческий успех
После релиза When We All Fall Asleep, Where Do We Go? «Ilomilo» дебютировал под номером 62 в американском чарте Billboard Hot 100 в течение недели в апреле 2019 года. Она также попала в топ-100 во многих странах, включая Австралию, Канаду, Германию, Швецию и Нидерланды и была сертифицирована золотой в Канаде, Австралии и США.

## Чарты
| Чарт (2019)                         | Высшая позиция |
| ----------------------------------- | -------------- |
| Австралия (ARIA)                    | 23             |
| Канада (Billboard Canadian Hot 100) | 38             |
| Германия (GfK)                      | 98             |
| Нидерланды (Single Top 100)         | 63             |
| Швеция (Sverigetopplistan)          | 63             |
| США (Billboard Hot 100)             | 62             |

## Сертификации
| Регион                                                      | Сертификация | Продажи |
| ----------------------------------------------------------- | ------------ | ------- |
| Австралия (ARIA)                                            | Золотой      | 35 000  |
| Канада (Music Canada)                                       | Золотой      | 40 000  |
| США (RIAA)                                                  | Золотой      | 500 000 |
| ^ Данные о тиражах приведены только на основе сертификации. |              |         |

## История релиза
| Регион    | Дата           | Формат                     | Лейбл               | Ист.   |
| --------- | -------------- | -------------------------- | ------------------- | ------ |
| Различный | 29 марта 2019  | Цифровая загрузка стриминг | Darkroom Interscope | [ 14 ] |
| Италия    | April 10, 2020 | Contemporary hit radio     | Universal           | [ 15 ] |